# TT390
La tombe thébaine TT 390 est située à el-Assasif, dans la nécropole thébaine, sur la rive ouest du Nil, face à Louxor en Égypte.
| ir · ir | Z2 · w | r · w · Z1 | B1 |

| ir · ir | Z2 · w | r · w · Z1 | B1 |

C'est la sépulture d'Irtyraou, femme scribe, chef des gardiennes de la divine adoratrice d'Amon, Nitocris Ire durant le règne de Psammétique Ier (XXVIe dynastie).
Irteraou est la fille du père divin d'Amon, Ipouer et de son épouse Tashaiou.
Elle est l'épouse du vizir Nespamedou qui est enterré à Abydos.
Elle est la mère du vizir Nespakashouty qui est enterré dans la tombe TT312.

## Description
La tombe TT390 a été découverte en 1820 par Wilkinson, Hay et Burton, puis par Lepsius ; elle a été rouverte en 2001.
Dans la cour de la tombe, Zeho, le grand-père d'Irtyraou, est également mentionné. Zeho est également un père divin d'Amon.